# Kruidenporiebultje
Het kruidenporiebultje (Didymella exigua) is een schimmel behorend tot de Didymellaceae. Hij leeft in akkers, ruigte, bermen in steden en parken. Hij leeft saprotroof op kruidachtige plantendelen. 

## Verspreiding
In Nederland komt het kruidenporiebultje zeer zeldzaam voor.